# Die Zaubergeige (film)
Ne pas avec Le Violon enchanté et Le Violoneux, dont le titre en allemand est aussi Die Zaubergeige
Pour plus de détails, voir Fiche technique et Distribution.
Die Zaubergeige (titre français : Le Violon magique) est un film allemand réalisé par Herbert Maisch, sorti en 1944.
Il s'agit d'une adaptation du roman du même nom de Kurt Kluge.

## Synopsis
Friedberg, vers 1850. Andreas Halm arrive avec son mauvais violon, avec lequel il accompagne son élève et sa petite amie secrète Agnès qui joue du piano. Il lui sera difficile de convaincre de son habileté en trois jours le virtuose George Hellmesberger, venu donner un concert à Homburg. Andreas veut un vrai violon, comme celui que l'on trouve dans le musée d'histoire de la musique de Homburg. Il montre à Agnes les violons du musée, quand on installe la nouvelle possession du musée : un véritable Stradivarius. Andreas est fasciné par l'instrument, tout comme Agnes. Il ne descend pas de son rêve alors qu'il est le second violon du Friedberg'schen Quartett et joue dans une auberge. Il lui vient une idée.
Andreas oublie de se réveiller et arrive en retard au concert du quartet. Alors que les clients s'en vont, l'archiviste Mittenzwey est si emporté qu'il traite Andreas d'ivrogne et de coureur de jupons ; Andreas, emporté lui aussi par la colère, ne fait pas attention et brise son violon sur la tête de Mittenzwey. Il part avec Agnes. Elle sait pour le violon. Elle lui donne ses économies afin qu'il puisse acheter un nouveau violon. Mais ce n'est pas assez, Andreas joue l'argent mais perd tout. Frusté, il revient vers Agnes et la frappe mais aussi Hasel, un membre du quartet, qui lui a reproché son comportement et s'en va dans la soirée dans le musée pour le magnifique violon. Hellmesberger convainc Becker, le directeur, de lui prêter brièvement l'instrument. Quand Andreas pénètre dans le musée, c'est le feu d'artifice, la foule se masse autour du virtuose et menace d'abîmer le Stradivarius. Andreas le prend avec lui.
Le lendemain, Lichtermark, son professeur et partenaire du quartet, rend visite à Andreas et lui donne un violon. Agnes reconnaît le grand instrument et le prend à l'écart pour lui faire avouer le vol. Elle le pousse à passer une audition devant Hellmesberger avec le violon volé le lendemain et puis à le rendre au musée. Elle va voir Lichtermark et avoue que c'est elle qui a volé. Andreas va chez Hellmesberger et trouve Curtius, le maître de chapelle, despéré, car il faut remplacer Hellmesberger qui vient de tomber malade. Andreas joue et est engagé. Curtis prend connaissance du vol et demande aux personnes du musée de lui laisser le violon, ce qu'on refuse. Il envoie un message à Becker pour le rassurer sur l'état de l'instrument. Becker reçoit Lichtermark et Agnes qui lui demandent de ne pas appeler la police.
Le concert a lieu et est un succès. De plus, le landgrave de Hesse, propriétaire du violon, est présent. Il décide de laisser le violon à Andreas. Après la fin du concert, il est clair que personne ne peut être plus digne qu'Andreas. Il prend le violon et a en perspective un mariage avec Agnes.

## Fiche technique
- Titre : Die Zaubergeige
- Réalisation : Herbert Maisch assisté de Walter Steffens
- Scénario : Gerhard T. Buchholz, Erich Ebermayer
- Musique : Alois Melichar
- Direction artistique : Hans Ledersteger (de), Ernst Richter (de)
- Photographie : Oskar Schnirch (de)
- Son : Werner Maas
- Montage : Milo Harbich (de)
- Production : Adolf Elling (de)
- Sociétés de production : Berlin-Film (de)
- Pays d'origine :  Reich allemand
- Langue : allemand
- Format : Noir et blanc - 1,37:1 - Mono - 35 mm
- Genre : Drame
- Durée : 100 minutes
- Dates de sortie :
  -  Reich allemand : 9 mai 1944.
  -  Danemark : 16 avril 1945.

## Distribution
- Will Quadflieg : Andreas Halm
- Gisela Uhlen : Agnes
- Eugen Klöpfer : Lichtermark
- Hans Hermann Schaufuss : Kegel, le coiffeur
- Aribert Wäscher : Mittenzwey
- Hans Leibelt : Becker
- Paul Hörbiger : Georg Hellmesberger
- Paul Henckels : Curtius
- Otto Tressler : Le landgrave de Homburg
- Hans Stiebner : Schmalfuß, l'aubergiste
- Fritz Kampers : Pröhle, le boucher
- Eduard Wenck (de) : Schnurch, l'employé du musée
- Elsa Wagner : Amanda, l'économe de Curtius
- Helga Zülch (de) : Hasel, la serveuse
- Karl Hellmer : Schümichen, le marchand de violon
- Margarete Haagen : Mme Weißpfennig

## Article annexe
- Liste des longs métrages allemands créés sous le nazisme

## Source de la traduction
- (de) Cet article est partiellement ou en totalité issu de l’article de Wikipédia en allemand intitulé « Die Zaubergeige (Film) » (voir la liste des auteurs).